# Szyszkogłówkowate
Szyszkogłówkowate, szyszkolubkowate (Auriscalpiaceae Maas Geest.) – rodzina grzybów należąca do rzędu gołąbkowców (Russulales).

## Charakterystyka
Rosną na drzewach lub opadłych szyszkach drzew iglastych. Bazydiokarp roczny, rozpostarty, siedzący, klawarioidalny lub grzyby kapeluszowe o hymenoforze kolczastym lub blaszkowatym. Trama twarda, blada do wyraźnie zabarwionej. Podstawa bazydiokarpu często pokryta brązową, często ryzomorficzną grzybnią. System strzępkowy monomityczny lub z rozgałęzionymi lub nierozgałęzionymi strzępkami szkieletowymi. Sprzążki obecne. Występują strzępki gleocystydialne i gleocystydy. Bazydiospory niemal kuliste do elipsoidalnych, ornamentowane, cienkie do nieco grubościennych, małe, amyloidalne.

## Systematyka
Rodzina Auriscalpiaceae jest zaliczana według Dictionary of the Fungi do rzędu Russulales i należą do niej następujące rodzaje:
- Artomyces Jülich 1982 – świecznik
- Auriscalpium Gray 1821 – szyszkogłówka
- Dentipratulum Domański 1965 – kolcowniczek
- Lentinellus P. Karst. 1879 – twardówka
- Stalpersia Parmasto 2001

Polskie nazwy na podstawie pracy Władysława Wojewody z 2003 r.